# Lac Beauchastel
Lac Beauchastel är en sjö i Kanada.   Den ligger i regionen Abitibi-Témiscamingue och provinsen Québec, i den sydöstra delen av landet, 400 km nordväst om huvudstaden Ottawa. Lac Beauchastel ligger 265 meter över havet.
I omgivningarna runt Lac Beauchastel växer i huvudsak blandskog. Runt Lac Beauchastel är det ganska tätbefolkat, med 67 invånare per kvadratkilometer.